# 趙時敏 (明朝進士)
趙時敏（1530年—？），字子遜，直隸大名府大名縣人，民籍，明朝政治人物。

## 生平
嘉靖三十四年（1555年）乙卯科順天府鄉試第一百三十一名舉人。隆慶二年（1568年）中式戊辰科會試第三百十六名，三甲第三百一十四名進士。

## 家族
曾祖趙剛；祖父趙進；父趙秩，母李氏；繼母張氏。慈侍下。弟趙時亨（贡士，真定府学教授、招远知县）、赵时熙（庆阳府通判）。